# Zoraida nitobii
Zoraida nitobii är en insektsart som beskrevs av Frederick Arthur Godfrey Muir 1914. Zoraida nitobii ingår i släktet Zoraida och familjen Derbidae. Inga underarter finns listade i Catalogue of Life.